# 山田定世
山田 定世（やまだ さだとし、1992年12月8日 - ）は、日本の俳優。神奈川県出身。劇団俳優座所属。

## 人物
- 劇団俳優座 第27期生
- 劇団俳優座 2015年入団
- 趣味・特技　剣道三段、ピアノ、英会話、旅行（アメリカ一周一人旅経験あり）
- 舞台の作品によって作曲、編曲等も手掛けている。

## 出演

### テレビ
- 2016年 日本テレビ 幸せ!ボンビーガール再現VTR
- 2017年 ハズキルーペ
- 2018年 東洋水産 赤いきつねと緑のたぬき
- 2019年 詐欺ウォール
- 2019年 NHK おもてなしの基礎英語 -本田アキラ役
- 2020年 NHK 金魚姫
- 2021年 NHK 青天を衝け‐黒澤忠三郎役

### 舞台
俳優座
- 白いスケッチブック（2015年、麻布区民センター）
- 森は生きている(2016年、赤坂区民センター）
- リア王(2016年、赤坂区民センター)
- ムーランルージュ（2017年、赤坂区民センター）
- 花粉熱（2017年、赤坂区民センター）
- わが闇　（2018年、赤坂区民センター）
- 女と男とシェイクスピア（201８年、俳優座稽古場）
- 子ども劇場 冬 「桃太郎と3人の魔女」（2019年、俳優座稽古場）
- 火の殉難（2020年、俳優座稽古場）
- 雪の中の三人（2021年、俳優座稽古場）
- 野がも（2024年、俳優座稽古場）[1]

東京二期会「ナクソス島のアリアドネ」（2016年、日生劇場）
TOKYOハンバーグ「のぞまれずさずかれずあるもの」（2019年、サンモールスタジオ）
東京娯楽特区「R.U.R.」（2020年、仙川区民ホール）

### web
- 2018年 UserLocalチャットボット
- 2018年 Sky株式会社
- 2018年 米国食肉輸出連合会
- 2019年 Youtube Originals 「The Fake Show」-演出助手役
- 2020年 DokiDoki Live
- 2020年 すごろくや

### 動画
- 2016年 三菱倉庫
- 2016年 日本酒造組合中央会「全国一斉 日本酒で乾杯」
- 2018年 三井不動産商業マネジメント ハラスメント研修映像

その他多数。